# Jean-Damascène Bizimana
Jean-Damascène Bizimana (geb. 1973 oder 1974) ist ein ehemaliger ruandischer Diplomat und ehemaliger Botschafter Ruandas bei den Vereinten Nationen.

## Leben
Er war der letzte Botschafter der Regierung Juvénal Habyarimanas bei den Vereinten Nationen. Zur Zeit des Anschlages auf den ruandischen Staatspräsidenten saß er als nicht-ständiges Mitglied im Sicherheitsrat der Vereinten Nationen. Er stand vielen Anführern der Hutu-Power-Bewegung nahe. Deshalb wurde er von einigen, wie dem kanadischen General Roméo Dallaire, angeklagt, mitverantwortlich am Völkermord in Ruanda gewesen zu sein, indem er Propaganda der Hutu Power im Westen bekannt gemacht hätte.
Im Jahre 2010 entdeckte der Journalist David L. Bosco, dass Bizimana mit seiner Familie mittlerweile in Opelika in den Vereinigten Staaten lebt, US-amerikanischer Staatsbürger geworden ist und als Qualitätsmanager in einem kunststoffproduzierenden Unternehmen arbeitet.